# Janvier 1749
Cette page présente les faits marquants du mois de janvier 1749.

## Événements
- 4 janvier : victoire navale des corsaires de Tripoli sur Venise au combat de Céphalonie[1].
- 8 janvier : naufrage de l'Amsterdam près de Hastings en Angleterre à la suite d'une tempête, lors de son premier voyage[2].